# William Cullen Bryant
William Cullen Bryant (ur. 3 listopada 1794, zm. 12 czerwca 1878) – amerykański poeta, publicysta oraz krytyk literacki. W wieku dwudziestu sześciu lat ożenił się z Frances Fairchild i przeżył z nią pół wieku. Przez pięćdziesiąt lat był wydawcą nowojorskiej gazety Evening Post.

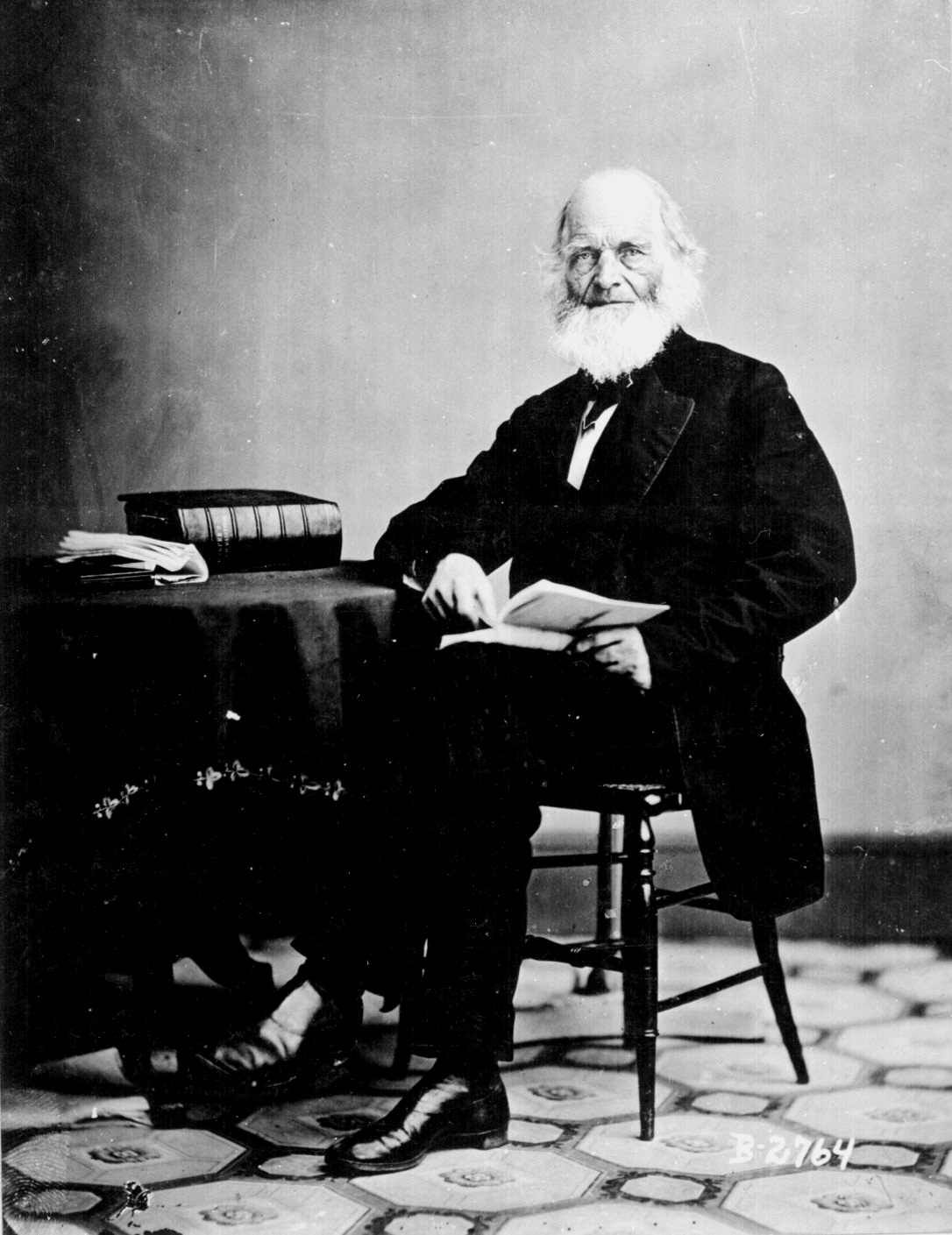
William Cullen Bryant

Był rzecznikiem odrębności literatury amerykańskiej od literatury brytyjskiej i prekursorem romantyzmu w Stanach Zjednoczonych. Tworzył lirykę refleksyjno-elegijną (m.in. poematy Thanatopsis, 1817 i The Ages, 1821), moralizującą, patriotyczną i krajobrazową. Był też autorem tomu esejów Letters of a Traveller (1850). Zajmował się również tłumaczeniami. Uchodzi za pierwszego amerykańskiego autora, który się stał sławny za granicą.